# Frederick William Jowett

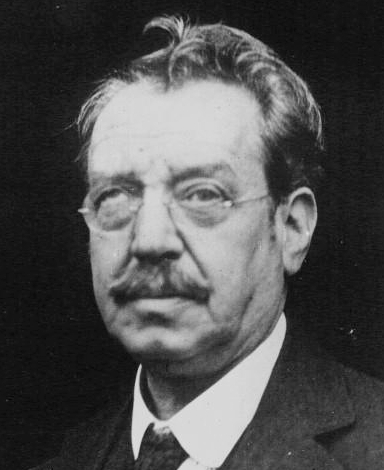
Frederick William Jowett.

Frederick William Jowett, född 31 januari 1864 i Bradford, död där 1 februari 1944, var en engelsk Labourpolitiker.
Jowett deltog i sin hemstad verksamt i det kommunala livet, bland annat som mångårig ledamot av Bradford City Council. Han var underhusledamot 1906–1918, 1922–1924 och 1929–1931. Han var 1924 minister för allmänna arbeten i Ramsay MacDonalds ministär, med säte i kabinettet.